# Кетченеры

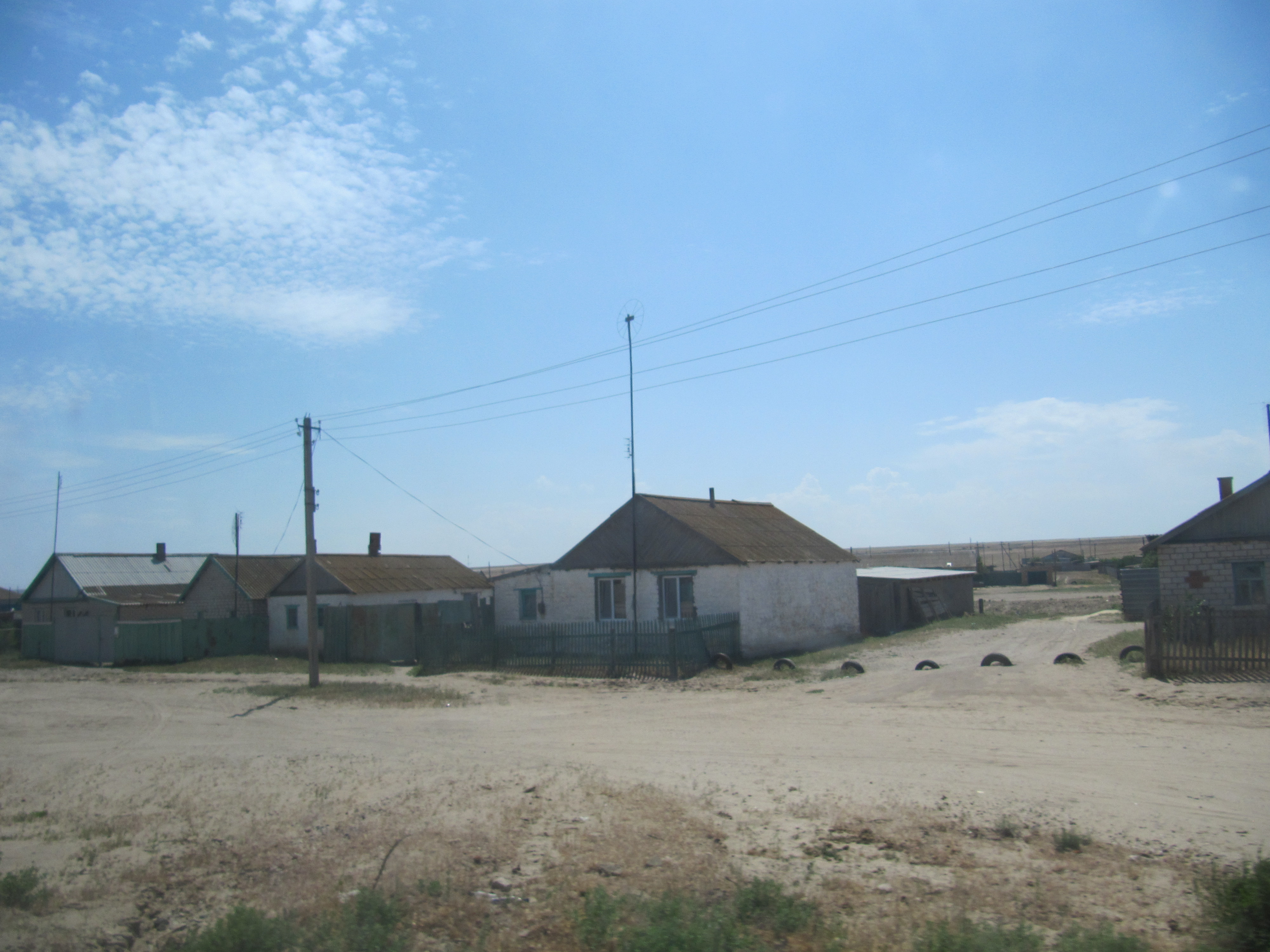
Кетченеры

Кетчене́ры (калм. Көтчнр) — посёлок, административный центр Кетченеровского района Республики Калмыкия и Кетченеровского сельского муниципального образования в его составе. Расположен в балке Амта-Бургусте, в 120 км к северу от Элисты.
Население: 3242 человек (2021)

## Физико-географическая характеристика
Расположен в пределах Ергенинской возвышенности, являющейся частью Восточно-Европейской равнины, в балке Амта-Бургусте. Средняя высота над уровнем моря: 45 м. Река Амта-Бургуста, берущая начало на западной окраине посёлка, разделяет Кетченеры на две практически равные части. В границах села имеются выходы на поверхность подземных вод, имеется пруд.
По автомобильной дороге расстояние до столицы Калмыкии Элисты составляет 120 км. Ближайший населённый пункт: посёлок Бургсун, расположенный в 13 км к востоку. К посёлку имеется асфальтированный подъезд от федеральной автодороги Р22 "Каспий". Подъезд к Элисте (4 км).
Климат
Согласно классификации климатов Кёппена-Гейгера тип климата: влажный континентальный с умеренно холодной зимой и жарким летом. Среднегодовая температура воздуха: 9,2 °C (по другим данным: 8,5), количество осадков: 329 мм. Самый засушливый месяц: февраль с нормой осадков всего 18 мм. Самый влажный: июнь (38 мм).
| Показатель                    | Янв.  | Фев.  | Март  | Апр.  | Май  | Июнь | Июль | Авг. | Сен. | Окт. | Нояб. | Дек.  | Год   |
| ----------------------------- | ----- | ----- | ----- | ----- | ---- | ---- | ---- | ---- | ---- | ---- | ----- | ----- | ----- |
| Абсолютный максимум, °C       | 12    | 14    | 21,4  | 29,3  | 37,7 | 39,2 | 40,9 | 42,1 | 38,8 | 31,5 | 18,9  | 11,5  | 42,1  |
| Средний суточный максимум, °C | −2,9  | −2    | 4,7   | 16,4  | 23,6 | 28,1 | 30,9 | 29,6 | 23,5 | 14,3 | 6,3   | −0,5  | 14,3  |
| Средняя температура, °C       | −6,6  | −6,4  | −0,4  | 9,5   | 16,4 | 21,3 | 24,0 | 22,8 | 16,2 | 8,5  | 1,2   | −3,8  | 8,5   |
| Средний суточный минимум, °C  | −8,8  | −8,4  | −2,8  | 5,1   | 11,2 | 15,7 | 18,3 | 16,7 | 11,7 | 4,6  | 0,2   | −4,4  | 4,9   |
| Абсолютный минимум, °C        | −33,3 | −32,1 | −27,8 | −10,1 | −2,6 | 0,0  | 7,0  | 2,8  | −3   | −12  | −23,9 | −30,5 | −33,3 |
| Норма осадков, мм             | 27    | 20    | 30    | 21    | 34   | 38   | 33   | 30   | 25   | 21   | 29    | 31    | 329   |
| Источник: []                  |       |       |       |       |      |      |      |      |      |      |       |       |       |

Среднегодовое количество осадков (метеостанция «Кетченеры»): 334 мм; максимальное (среднегодовое): 467 мм.

## История
Первые оседлые посёлки появились на территории тогдашнего Абганеровского аймака (ныне составившего основное ядро современного Кетченеровского района) в 1921—1922 гг. вокруг начальных школ, создававшихся по инициативе населения на средства, выделявшиеся на общих собраниях граждан. На территории современного посёлка Кетченеры в урочище Амтя-Бургуста вокруг ранее существовавшей начальной школы калмыки Кетченеровского рода (әңг), одного из пяти родов, населявших территорию района, начали строить дома. Ранее название Кетченер: Шебинеры.
С 1938 года посёлок стал центром Кетченеровского улуса, образованного в результате разукрупнения Сарпинского улуса. С 1 апреля 1940 года посёлок стал называться Кетченерами.
После депортации калмыков в 1944 году был передан Никольскому району Астраханской области и переименован в посёлок Сухотинский. C 1 января 1958 года он стал районным центром Приозёрного района. В 1960 году на базе совхоза «Сухотинский» был создан племзавод.
В 1961 году указом Президиума Верховного Совета РСФСР поселок Сухотинский переименован в село Советское.
В 1963 году село было преобразовано в рабочий посёлок.
16 августа 1990 года, накануне празднования 550-летнего юбилея калмыцкого эпоса «Джангар», постановлением Верховного Совета Калмыцкой АССР № 66-1Х району было возвращено прежнее название Кетченеровский, а посёлку — Кетченеры.

## Население
| 1939  | 1959  | 1970  | 1979  | 1989  | 2002  | 2010  |
| ----- | ----- | ----- | ----- | ----- | ----- | ----- |
| 906   | ↗1735 | ↗3679 | ↗4263 | ↗4940 | ↘3938 | ↘3908 |
| 2012  | 2021  |       |       |       |       |       |
| ↘3743 | ↘3242 |       |       |       |       |       |

Национальный состав
Согласно результатам переписи 2002 года большинство населения посёлка составляли калмыки (92 %)

## Социальная инфраструктура
В посёлке действуют районная центральная больница (в 2010 году было открыто новое здание)), гимназия им. Х. Косиева, детский сад.

## Транспорт
В настоящее время не существует прямого рейсового сообщения между селом и столицей Калмыкии. Автостанция не действует. Сообщение между Кетченерами и Элистой осуществляется транзитным междугородним автобусом Элиста — Волгоград либо частными перевозчиками.